# Liste de personnalités liées à Vitry-sur-Seine
Cet article dresse la liste des personnalités liées à Vitry-sur-Seine.

## Religieux
- Étienne de Vitry (?-1373 à Avignon), cardinal, né à Vitry[1]
- Roger Derry (1900-1943), prêtre et résistant, vicaire à Saint-Germain de Vitry

## Politiques
- Paul Louis Gabriel Bethmont (1833-1889), avocat et homme politique, né à Vitry-sur-Seine
- Gwenegan Bui (né en 1974), homme politique (PS), né à Vitry-sur-Seine
- Louis Nicolas Dubois (1758-1847), avocat, maire de Vitry-sur-Seine
- Michel Germa (1929-2007), homme politique (PCF), né à Vitry-sur-Seine
- Nicolas de L'Hospital (1581-1644), militaire, maréchal de Vitry-sur-Seine
- Claude François Paparel (1659-1725), conseiller du Roy, seigneur de Vitry-sur-Seine
- Sarah Taillebois (née en 1990), femme politique (PS), députée, adjointe au maire de Vitry-sur-Seine
- Maurice Thorez (1900-1964), député de la circonscription Ivry, Vitry-sur-Seine, Choisy-le-Roi
- Édouard Til (1887-1942), adjoint au maire de Vitry-sur-Seine, orfèvre et boxeur, déporté politique à Auschwitz

## Arts
- Tonino Benacquista (1961-), écrivain et scénariste
- C215 (1973-), pochoiriste, streetartiste
- Marc Cerrone (1952-), musicien, né à Vitry-sur-Seine
- André Certes (1909-1989), acteur, mort à Vitry-sur-Seine
- Raymond Cordy (1898-1956), acteur, né à Vitry-sur-Seine
- James Delleck (1974-), rappeur, né à Vitry-sur-Seine
- Jean Dréville (1906-1997), réalisateur, né à Vitry-sur-Seine
- Daniel Duval (1944-2013), acteur, réalisateur et scénariste, né à Vitry-sur-Seine
- Jérôme Ferrari (1968-), romancier (Prix Goncourt en 2012), né à Vitry-sur-Seine
- Jacques Grétillat (1885-1950), acteur et réalisateur, né à Vitry-sur-Seine
- Mafia K'1 Fry, groupe de rap
- Paul Emmanuel Legrand (1860-1936), peintre, né à Vitry-sur-Seine
- Lucien Marchal (1948-), comédien, fils et petit-fils de boulanger près de la gare, a grandi et a été conseiller municipal de Vitry-sur-Seine
- Doudou Masta (1971-), rappeur et comédien, né à Vitry-sur-Seine
- Mathias Melloul (1990-), acteur, né à Vitry-sur-Seine
- Dominique Quélen, poète et librettiste
- Rim'K, rappeur
- Rohff (1977-), rappeur membre de la Mafia K'1 Fry
- Six Coups MC (1983-), rappeur français d'origine malienne, né à Vitry-sur-Seine
- TLF, groupe de rap
- Zesau (1981-), rappeur
- 113,  groupe de rap français formé en 1994 et originaire de Vitry-sur-Seine. Le nom du groupe fait référence au numéro du bâtiment dans la cité « Camille Groult » où ils ont passé leur jeunesse.
- Leck, rappeur.
- Paul Valet (1905-1987), médecin à Vitry-sur-Seine à partir de 1936. Poète.
- Camille Lellouche (1987-), chanteuse, née dans la commune.
- Squeezie Lucas Hauchard Youtubeur

## Sports
- Philippe Avenet (1967-), footballeur, né à Vitry-sur-Seine
- Jimmy Briand (1985-), footballeur international français, né à Vitry-sur-Seine (En Avant de Guingamp)
- Benoît Caranobe (1980-), gymnaste, né à Vitry-sur-Seine
- David Fleurival (1984-), footballeur, né à Vitry-sur-Seine (FC Metz)
- Mickaël Hanany (1983-), athlète, né à Vitry-sur-Seine
- Guy Husson (1931-), athlète, né à Vitry-sur-Seine
- Jimmy Kébé (1984-), footballeur, né à Vitry-sur-Seine (Reading Football Club); a évolué au sein du CA Vitry-sur-Seine
- Maé-Bérénice Meité (1994-), patineuse artistique
- Jérémy Ménez (1987-), footballeur international français (Girondins de Bordeaux) ; a évolué au sein du CA Vitry-sur-Seine durant une année
- Steven Pinto-Borges (1986-), footballeur, né à Vitry-sur-Seine
- Stéphane Plantin (1971-), handballeur, né à Vitry-sur-Seine
- Nicolas Prévost (1980-), footballeur américain, né à Vitry-sur-Seine
- Pascal Rambeau (1972-), navigateur, né à Vitry-sur-Seine
- Akhenaton Silou (1986-), athlète, né à Vitry-sur-Seine
- Jean Boyer (1901-1981), international de football français
- Cédric Bakambu (1991-), footballeur, a évolué au sein du ES Vitry-sur-Seine
- Assa Koïta (1991-), internationale française de rugby à XV
- Yacine Adli (2000-), footballeur né à Vitry-Sur-Seine

## Autres
- Jean-Baptiste Brunet (1763-1824), général, mort à Vitry-sur-Seine
- Pierre Châtelain-Tailhade (1904-1977), journaliste, né à Vitry-sur-Seine
- Jules Gravereaux (1844-1916), rhodologue, né à Vitry-sur-Seine
- Charles Marty-Laveaux (1823-1899), historien et grammairien, mort à Vitry-sur-Seine
- Antoine Mimerel (1854-1939), avocat
- Pierre Raynaud (1921-2010), agent secret durant la Seconde Guerre mondiale, né à Vitry-sur-Seine
- Arsène Tchakarian, résistant français d'origine arménienne, membre des FTP-MOI dirigé par Missak Manouchian, demeure à Vitry[2].